# Dirphia carchensis
Dirphia carchensis is een vlinder uit de onderfamilie Hemileucinae van de familie nachtpauwogen (Saturniidae).
De wetenschappelijke naam van de soort is voor het eerst geldig gepubliceerd door Ronald Brechlin & Frank Meister in 2013.

## Type
- holotype: "male, 26.V.2012. leg. Horst Käch. Barcode: BC-HKT-0172"
- instituut: MWM, München, later ondergebracht in de ZSM, München, Duitsland
- typelocatie: "Ecuador, Carchi, Limonal-Chical, 1800 m., road Carmen-Chical, 00°53'52"N, 78°13'11"W"